# Einsiedler

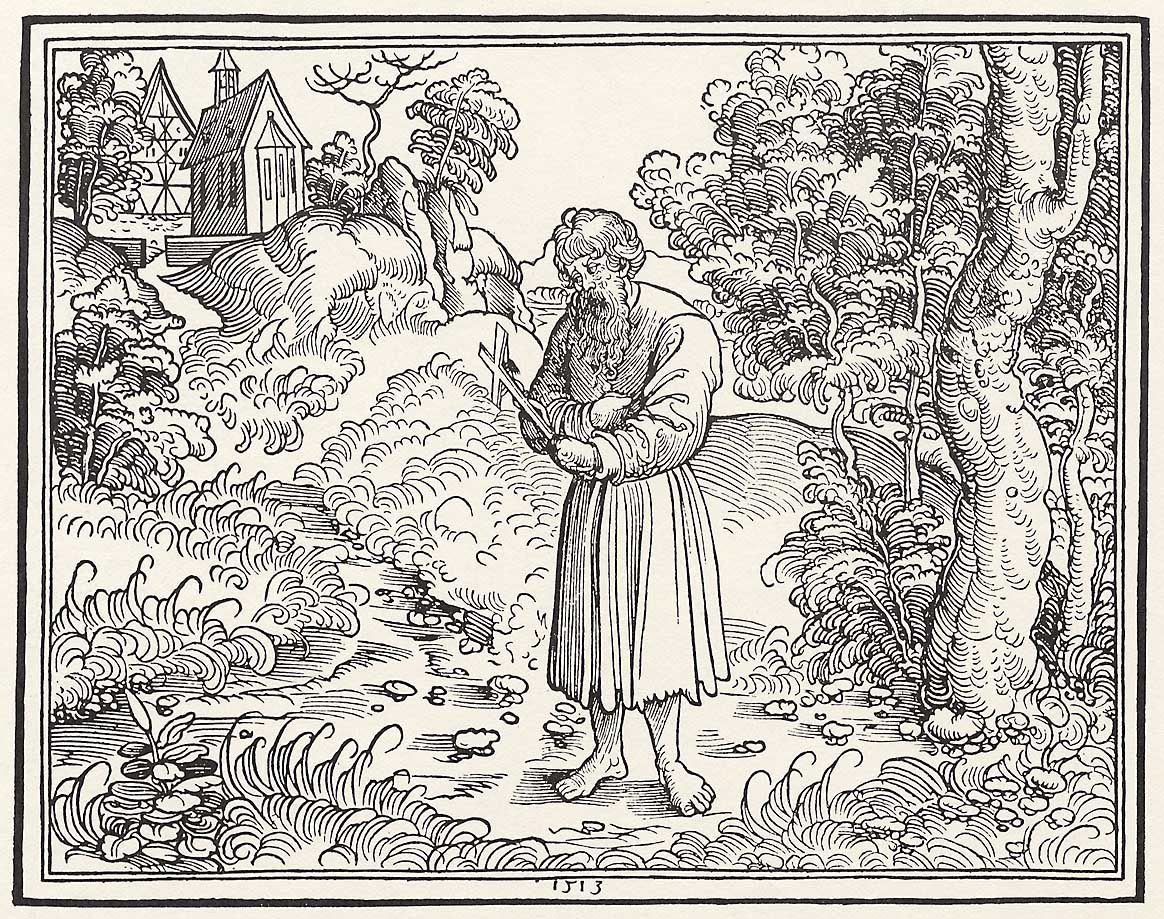
Einsiedler (Wolf Traut, 1513)

Einsiedler (mhd. einsidelære, einsam siedeln) ist der Sammelbegriff für Menschen, die sich mit ihrem Gedankengut oder ihrer Lebensweise selbstgewählt einsam etablieren, sei es geographisch, gesellschaftlich oder mental.

## Begriff und Geschichte
Das Wort Einsiedler ist eine Weiterbildung des althochdeutschen sëdal mit Bedeutung „Sitz“ zu dem spätmittelhochdeutschen einsidelære, welches sich als „alleine, einsam siedeln“ respektive wohnen übersetzen lässt. Allerdings war zur damaligen Zeit der Ausdruck eremitae gebräuchlich, abgeleitet vom altgriechischen erēmítēs, was „Wüste“ aber auch „leer“ und „unbewohnt“ bedeutet.
Die ersten Eremiten waren die im 3. Jahrhundert lebenden Wüstenväter. Sie verstanden sich als radikale Nachfolger Christi und suchten gleichsam aus Protest gegen die in ihren Augen erfolgte Verweltlichung der Kirche Zuflucht in der Einsamkeit der Wüsten Ägyptens, Palästinas und Syriens. Das Eremitenleben war geprägt von Askese, Armut und Bescheidenheit (Ideal eines Einfachen Lebens). Ablenkungen und Reize wurden ferngehalten, um nur in Dialog mit Gott zu sein. Die zentralen Praktiken waren das Beten, Meditieren und Büßen.
Das Eremitentum als ursprüngliche christliche Lebensform wurde bis ins 15. Jahrhundert praktiziert und war hoch angesehen. Nach einer Epoche monastischer Unruhe und Ordensneugründungen im Hochmittelalter findet sich in den Quellen zunehmend die Leitidee einer Rückkehr zur vita evangelia und vita apostolica, die für die eremitische Bewegung im Mönchtum ab dem 13. Jahrhundert kennzeichnend ist. Allerdings sind für das Spätmittelalter insbesondere im 15. Jahrhundert Verfallserscheinungen zu beobachten, die mit einer massiven Kritik am Mönchsstand einhergingen.
Im 20. Jahrhundert erlebte die bis dahin als rückständig geltende Lebensform in Europa eine Wiedergeburt dank Berichten über Eremiten in der Sahara.
Mit c. 603 CIC wurde 1983 in der bis heute gültigen Fassung des Rechtsbuches der römisch-katholischen Kirche, des Codex Iuris Canonici, die eremitische Lebensform als geweihtes Leben kirchenrechtlich anerkannt.

## Heutige Bedeutung

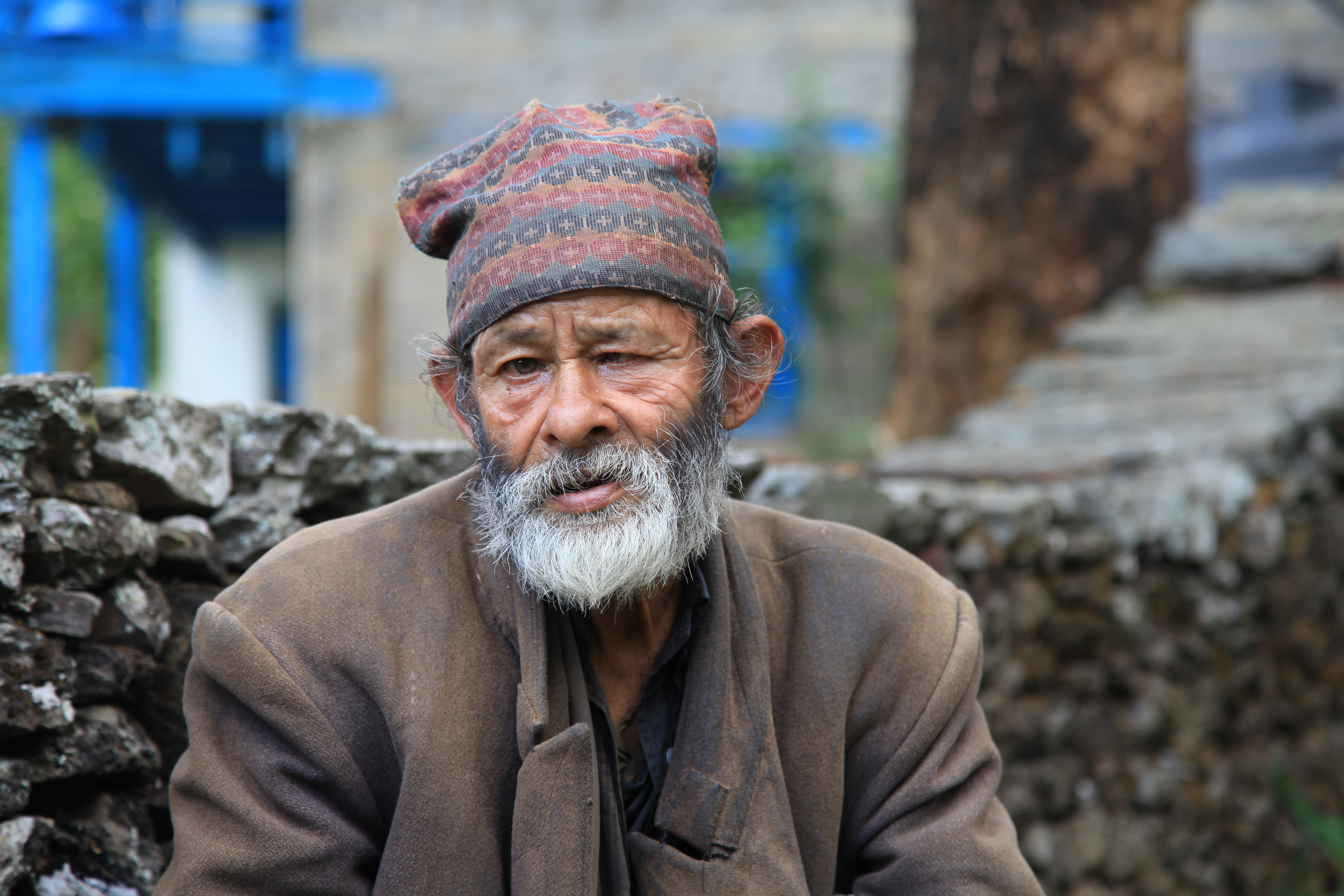
Einsiedler in Nepal

Der Ausdruck Einsiedler schließt nicht nur den religiösen Eremiten ein, sondern ist auf alle Menschen übertragbar, die sich geographisch, mental oder gesellschaftlich von der Norm distanzieren. Die Norm festzulegen und somit eine klare Abgrenzung der Einsiedler zu definieren, ist indes schwierig. Sie ist eine wandelbare und dem Zeitgeist unterworfene Konvention. In jeder Gesellschaft gibt es ein historisch gewachsenes System offiziell festgesetzter sowie stillschweigend akzeptierter Regeln der Lebensgestaltung. Sie reichen von allgemeinen Verhaltensregeln über Rollenvorschriften bis zu mentalem Einvernehmen. Einsiedler leben trotz Kenntnis dieser Normen bewusst nach eigenen Werten und nehmen das dadurch bedingte Alleinsein an.
Geographische Einsiedler sorgen für einen räumlichen Abstand zwischen sich und der Zivilisation. Es kann ein bewusst gewähltes Leben sein, um sich in der Einsamkeit der Umwelt mit ihren Ablenkungen zu entziehen und sich ganz seiner eigentlichen Aufgabe zu widmen, oder auch durch den Beruf bedingt, wie beim Hirten.
Der gesellschaftliche Einsiedler zieht das Alleinsein der Gemeinschaft vor. Gründe dafür sind:
- ihre individuellen Merkmale (wie Introversion, Langsamkeit), durch die sie nicht dem Zeitgeist und den Anforderungen ihrer Umwelt entsprechen; sie finden kein passendes Gegenüber für einen befriedigenden zwischenmenschlichen Austausch;
- ihre Kritik an den geltenden Normen, welche zu einem Bruch mit der Gesellschaft in Form eines äußeren Ausstiegs führt. Um sich von den gesellschaftlichen Zwängen zu befreien, gibt der Äußere Aussteiger meist alles auf, was vorher sein Leben bestimmte, wie Beruf und Freunde.

Der mentale Einsiedler weicht mit seinen Vorstellungen, Ansichten und Ideen von der Norm ab. Sein geistiges Reich unterscheidet sich zwar von der Norm, doch er sucht nicht den Bruch mit der Gesellschaft und respektiert auferlegte Regeln. Das mentale Einsiedlertum ist ein innerer, geistiger Prozess. Man kann es in zwei unterschiedliche Typen teilen:
- Ein Mensch ist seiner Zeit oder seinem Umfeld einen Schritt voraus, oder er begeht allein einen gesellschaftlich nicht vorgebahnten Weg.
- Der Innere Aussteiger (vgl. Innere Emigration) lebt in einem Wertesystem, mit dem er sich nicht identifizieren kann. Innerlich hat er mit der Außenwelt gebrochen. Er offenbart seine eigenen Werte jedoch nicht und führt oberflächlich ein geregeltes Leben weiter.